# 레이피스트 (2021년 영화)
레이피스트(The Rapist)는 인도에서 제작된 아파르나 센 감독의 2021년 범죄 영화이다.
제26회 부산국제영화제에서 2021년 10월 7일 지석상을 수상했다.

## 출연
- 콩코나 센 샤르마
- 아르준 람팔